# 2020 UCI Mountain Bike World Cup
La 2020 Mercedes-Benz UCI Mountain Bike World Cup, la copa Mundial, era una sèrie de Cross-Country Olímpic (XCO), Cross-Country Eliminator (XCE), i Descens (DHI). Cada disciplina va tenir la categoria Elit masculina i femenina. Hi hi havia també categories sots-23 en el XCO i categories de jove en el DHI. La competició constava de 7 rondes en diferents localitats repartides per tot el territori internacional, algunes d'elles no es van poder dur a terme degut a la situació d'emergència sanitària causada per la Covid-19.

## Cross-country (XCO)
L'UCI (Unió Ciclista Internacional) va decidir no atorgar classificacions generals degut a la participació de només dues curses.

### Elit
| Data      | Localitat  | Pòdium (Homes)          | Pòdium (Dones)               |
|           |            |                         |                              |
| 1 Octubre | Nové Město | Simon Andreassen (DEN)  | Loana Lecomte (FRA)          |
| 1 Octubre | Nové Město | Maxime Marotte (FRA)    | Anne Terpstra (NED)          |
| 1 Octubre | Nové Město | Milan Vader (NED)       | Pauline Ferrand-Prévot (FRA) |
|           |            |                         |                              |
| 4 Octubre | Nové Město | Henrique Avancini (BRA) | Pauline Ferrand-Prévot (FRA) |
| 4 Octubre | Nové Město | Milan Vader (NED)       | Anne Terpstra (NED)          |
| 4 Octubre | Nové Město | Nino Schurter (SUI)     | Loana Lecomte (FRA)          |

### Sots-23
| Data      | Localitat  | Pòdium (Homes)            | Pòdium (Dones)                   |
|           |            |                           |                                  |
| 1 Octubre | Nové Město | Tom Pidcock (GBR)         | Giorgia Marchet (ITA)            |
| 1 Octubre | Nové Město | Alexandre Balmer (SUI)    | Ceylin del Carmen Alvarado (NED) |
| 1 Octubre | Nové Město | Vital Albin (SUI)         | Haley Batten (USA)               |
|           |            |                           |                                  |
| 4 Octubre | Nové Město | Tom Pidcock (GBR)         | Ceylin del Carmen Alvarado (NED) |
| 4 Octubre | Nové Město | Christopher Blevins (USA) | Marika Tovo (ITA)                |
| 4 Octubre | Nové Město | Vital Albin (SUI)         | Hélène Clauzel (FRA)             |

## Downhill (DHI)

### Elit
| Data       | Localitat | Pòdium (Homes)        | Pòdium (Dones)        |
|            |           |                       |                       |
| 16 Octubre | Maribor   | Loris Vergier (FRA)   | Marine Cabirou (FRA)  |
| 16 Octubre | Maribor   | Rémi Thirion (FRA)    | Myriam Nicole (FRA)   |
| 16 Octubre | Maribor   | Thibaut Dapréla (FRA) | Tracey Hannah (AUS)   |
|            |           |                       |                       |
| 18 Octubre | Maribor   | Loris Vergier (FRA)   | Nina Hoffmann (GER)   |
| 18 Octubre | Maribor   | Loïc Bruni (FRA)      | Marine Cabirou (FRA)  |
| 18 Octubre | Maribor   | Matt Walker (GBR)     | Eleonora Farina (ITA) |
|            |           |                       |                       |
| 30 Octubre | Lousã     | Greg Minnaar (RSA)    | Myriam Nicole (FRA)   |
| 30 Octubre | Lousã     | Matt Walker (GBR)     | Marine Cabirou (FRA)  |
| 30 Octubre | Lousã     | Loïc Bruni (FRA)      | Tahnée Seagrave (GBR) |
|            |           |                       |                       |
| 1 Novembre | Lousã     | Loïc Bruni (FRA)      | Marine Cabirou (FRA)  |
| 1 Novembre | Lousã     | Greg Minnaar (RSA)    | Nina Hoffmann (GER)   |
| 1 Novembre | Lousã     | Matt Walker (GBR)     | Tahnée Seagrave (GBR) |

### Júnior
| Data       | Localitat | Pòdium (Homes)          | Pòdium (Dones)            |
|            |           |                         |                           |
| 16 Octubre | Maribor   | Oisin O'Callaghan (IRL) | Léona Pierrini (FRA)      |
| 16 Octubre | Maribor   | Dan Slack (GBR)         | Siel van der Velden (BEL) |
| 16 Octubre | Maribor   | Nuno Reis (POR)         | Anastasia Thiele (GER)    |
|            |           |                         |                           |
| 18 Octubre | Maribor   | Oisin O'Callaghan (IRL) | Léona Pierrini (FRA)      |
| 18 Octubre | Maribor   | Nuno Reis (POR)         | Siel van der Velden (BEL) |
| 18 Octubre | Maribor   | Dante Silva (USA)       | Ella Erickson (USA)       |
|            |           |                         |                           |
| 30 Octubre | Lousã     | Ethan Craik (GBR)       | Léona Pierrini (FRA)      |
| 30 Octubre | Lousã     | Pau Menoyo (ESP)        | Lauryne Chappaz (FRA)     |
| 30 Octubre | Lousã     | Christopher Grice (USA) | Aina González (ESP)       |
|            |           |                         |                           |
| 1 Novembre | Lousã     | Dante Silva (USA)       | Lauryne Chappaz (FRA)     |
| 1 Novembre | Lousã     | Gonçalo Bandeira (POR)  | Aina González (ESP)       |
| 1 Novembre | Lousã     | Ethan Craik (GBR)       | Siel van der Velden (BEL) |

## Cross-country eliminator (XCE)
| Data        | Localitat | Pòdium (Homes)          | Pòdium (Dones)          |
|             |           |                         |                         |
| 20 Setembre | Waregem   | Jeroen van Eck (NED)    | Gaia Tormena (ITA)      |
| 20 Setembre | Waregem   | Hugo Briatta (FRA)      | Coline Clauzure (FRA)   |
| 20 Setembre | Waregem   | Simon Gegenheimer (GER) | Didi de Vries (NED)     |
|             |           |                         |                         |
| 14 Novembre | Barcelona | Jeroen van Eck (NED)    | Gaia Tormena (ITA)      |
| 14 Novembre | Barcelona | Lorenzo Serres (FRA)    | Marion Fromberger (GER) |
| 14 Novembre | Barcelona | Simon Gegenheimer (GER) | Sara Gay (ESP)          |